# Кобзєв Олександр Андрійович
Кобзєв Олександр Андрійович (нар. 19 травня 1949, Червонопартизанськ, Луганська область, Україна — пом. 6 квітня 2021, Миколаїв, Україна) — радянський і український художник-графік, дизайнер, вітражист, член Національної спілки художників України (2010).

## Життєпис
Народився 19 травня 1949 року в місті Червонопартизанськ Луганської області.
У 1979 році закінчив Харківський художньо-промисловий інститут. Педагоги з фаху — Б. В. Косарєв, О. Ф Пронін. Згодом переїхав в Миколаїв, де працював в галузі монументально-декоративного мистецтва.
Викладав на кафедрі дизайну Національного університету кораблебудування імені адмірала Макарова.
Член Національної спілки художників України з 2010 року.
Помер 6 квітня 2021 року.

## Творчий доробок
Працював в галузі монументально-декоративного мистецтва в багатьох містах України. Працював над вітражним оздобленням інтер'єрів і екстер'єрів заводів, кафе, вокзалів, навчальних закладів.

### Вибрані твори
- Кафе «Миколаїв» (віконні вітражі, світильники, Київ, 1982);
- Залізничний вокзал Миколаєва, вітраж «Миколаїв вітає» (декоративний вітраж-перегородка, 1987);
- Меморіальний музей «Партизанська іскра», вітраж «Полум'я війни» (с. Кримка, Миколаївська область, 1991);
- Національний університет кораблебудування імені адмірала Макарова, вітражі кафедри «Дизайн» гуманітарного інституту;
- Національний університет кораблебудування імені адмірала Макарова, декоративний вітраж в холі головного корпусу (керівник, 2020);
- Національний університет кораблебудування імені адмірала Макарова, вітраж «Адмірали-флотоводці Миколаєва» (2020).